# Ozbrojené síly Slovenské republiky

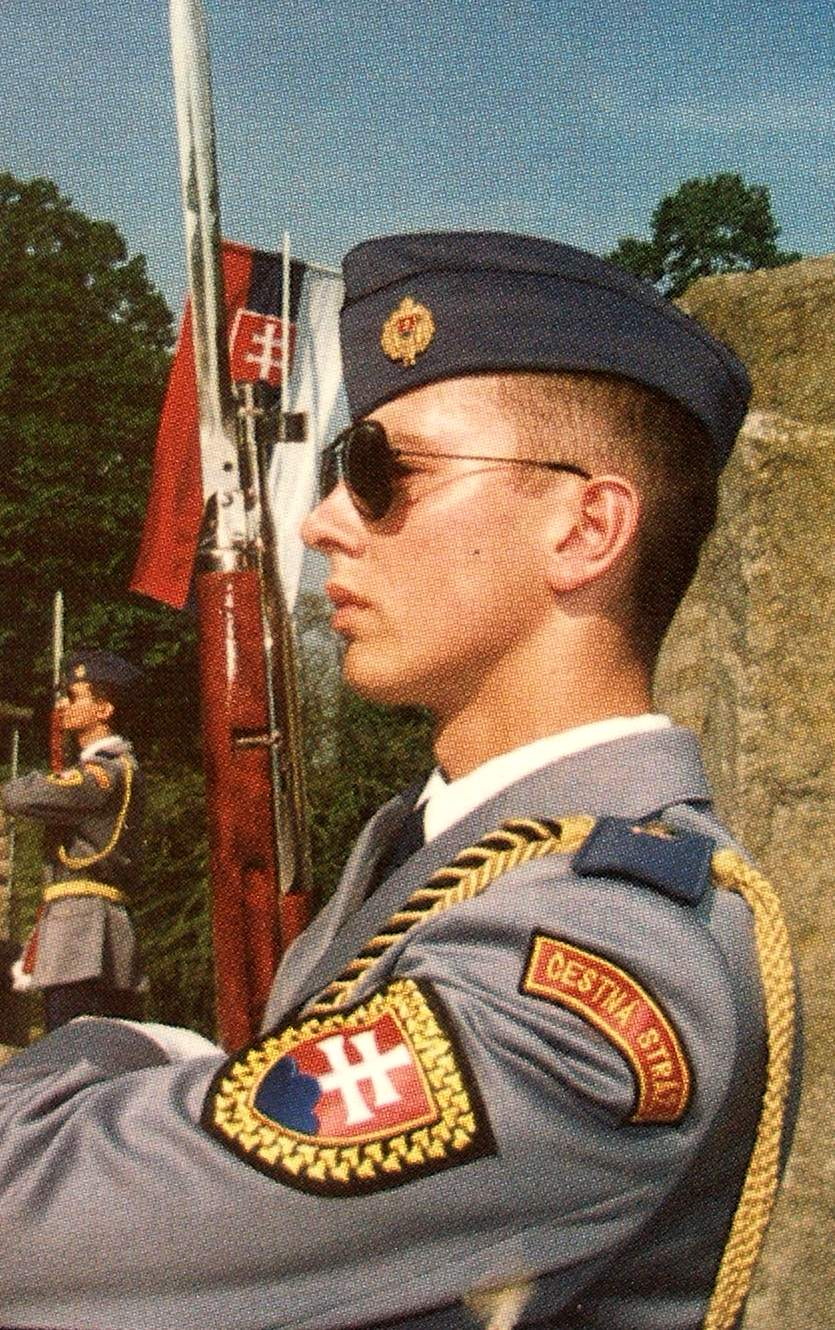
Voják čestné stráže

Ozbrojené síly Slovenské republiky, v období 1993–2002 Armáda Slovenské republiky, je název vojenských sil Slovenska. Tyto síly se dále oficiálně člení na Pozemní síly, Vzdušné síly a Síly výcviku a podpory.

## Dějiny

### Armáda Slovenské republiky
Základy vzniku ozbrojených sil Slovenské republiky jsou zakotvené v Čl. 25 Ústavy Slovenské republiky. Tento článek deklaruje, že „Obrana Slovenské republiky je povinností a ctí každého občana. Zákon ustanoví rozsah branné povinnosti. Nikoho nelze nutit, aby vykonával vojenskou službu, jestliže je to v rozporu s jeho svědomím nebo náboženským vyznáním. Podrobnosti ustanoví zákon.“.
Národní rada Slovenské republiky až 16. prosince 1992 položila základ pro vytvoření a existenci vlastní samostatné armády zákonem č.3/1993 Z.z. o zřízení Armády Slovenské republiky, který nabyl účinnosti 1. ledna 1993.
Armáda od té doby plnila i úlohy v rámci mírových sil OSN. Armádu tvořily jednotlivé druhy vojsk, Vojenskou policii, Vojenské zpravodajství, vojenské správy, úřady ministerstva obrany, vojenské soudy a prokuratura. Hlavní druhy armádních vojsk bylo pozemní vojsko, letectvo a protivzdušná obrana. Velícím orgánem bylo až do 25. srpna 1994 Velitelství armády Slovenské republiky. Velitelem Armády Slovenské republiky byl jmenován generálporučík Ing. Július Humaj.
Velitelství Armády Slovenské republiky bylo 25. srpna 1994 přetvořeno na Generální štáb Ozbrojených sil Slovenské republiky. Po dobu jeho existence mu veleli:
- generálplukovník Ing, Jozef Tuchyňa – jmenován 1. 9. 1994
- generálmajor Ing. Marián Mikluš – jmenován 19. 8. 1998
- generál Ing. Milan Cerovský – jmenován 4. 12. 1998
- generál Ing. Milan Cerovský – jmenován 12. 12. 2002 prezidentem Rudolfem Schusterem.[3]
- generál Ing. Ľubomír Bulík, CSc. – jmenován 20. 12. 2004 prezidentem Ivanem Gašparovičem[4]
- generálporučík Ing. Peter Vojtek – jmenován 15. 12. 2011 prezidentem Ivanem Gašparovičem[5][6]
- generál Ing. Milan Maxim – jmenován 6. 5. 2014 prezidentem Ivanem Gašparovičem[7].

### Ozbrojené síly Slovenské republiky
Národní rada Slovenské republiky 23. května 2002 schválila zákon č.321/2002 Z.z o ozbrojených silách Slovenské republiky s účinností od 1. července 2002. Tímto dnem vznikly Ozbrojené síly Slovenské republiky. Vytvořeny byly pro zachování míru a bezpečnosti Slovenské republiky a k plnění závazků vyplývajících z mezinárodních smluv, kterými je Slovenská republika vázaná.

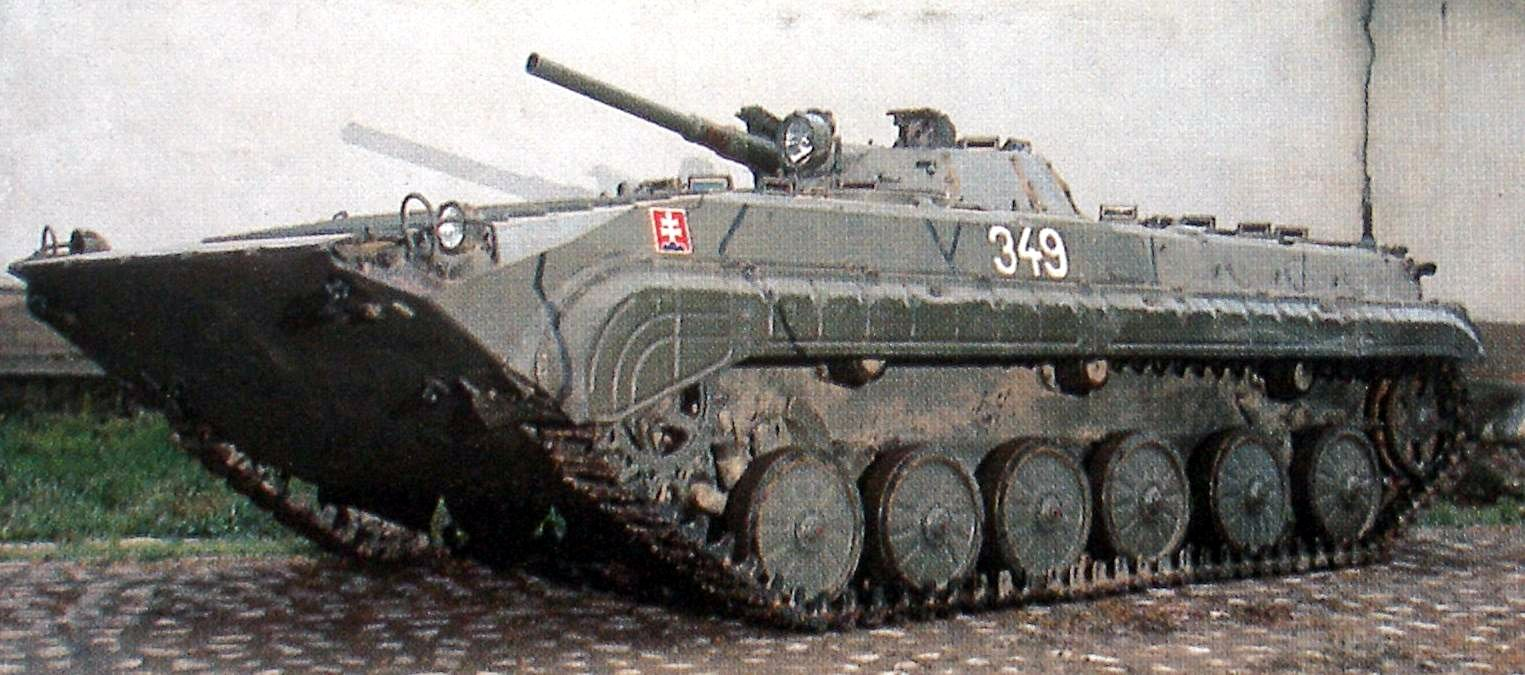
BVP-1

Ve funkci náčelníka generálního štábu působil generál Ing. Milan Cerovský. V současnosti tuto funkci vykonává generál Ing. Peter Vojtek.
Základní složky ozbrojených sil tvoří pozemní síly, vzdušné síly a síly výcviku a podpory. Organizačně se ozbrojené síly člení na svazky, útvary, jednotky, úřady a zařazení. Ozbrojené síly jsou rozhodujícím výkonným prvkem systému obrany republiky. Jejich hlavní úlohou je zajišťovat bezpečnost státu před venkovním napadnutím a plnění závazků vyplývajících z mezinárodních smluv.
Ozbrojené síly se také podílejí na zachovávání veřejného pořádku a bezpečnosti státu, jeho svrchovanosti, územní celistvosti a nedotknutelnosti státních hranic. Zákon přesně specifikuje použití ozbrojených sil v čase míru, války, válečného stavu, výjimečného stavu a stavu nouze.

### Profesionalizace

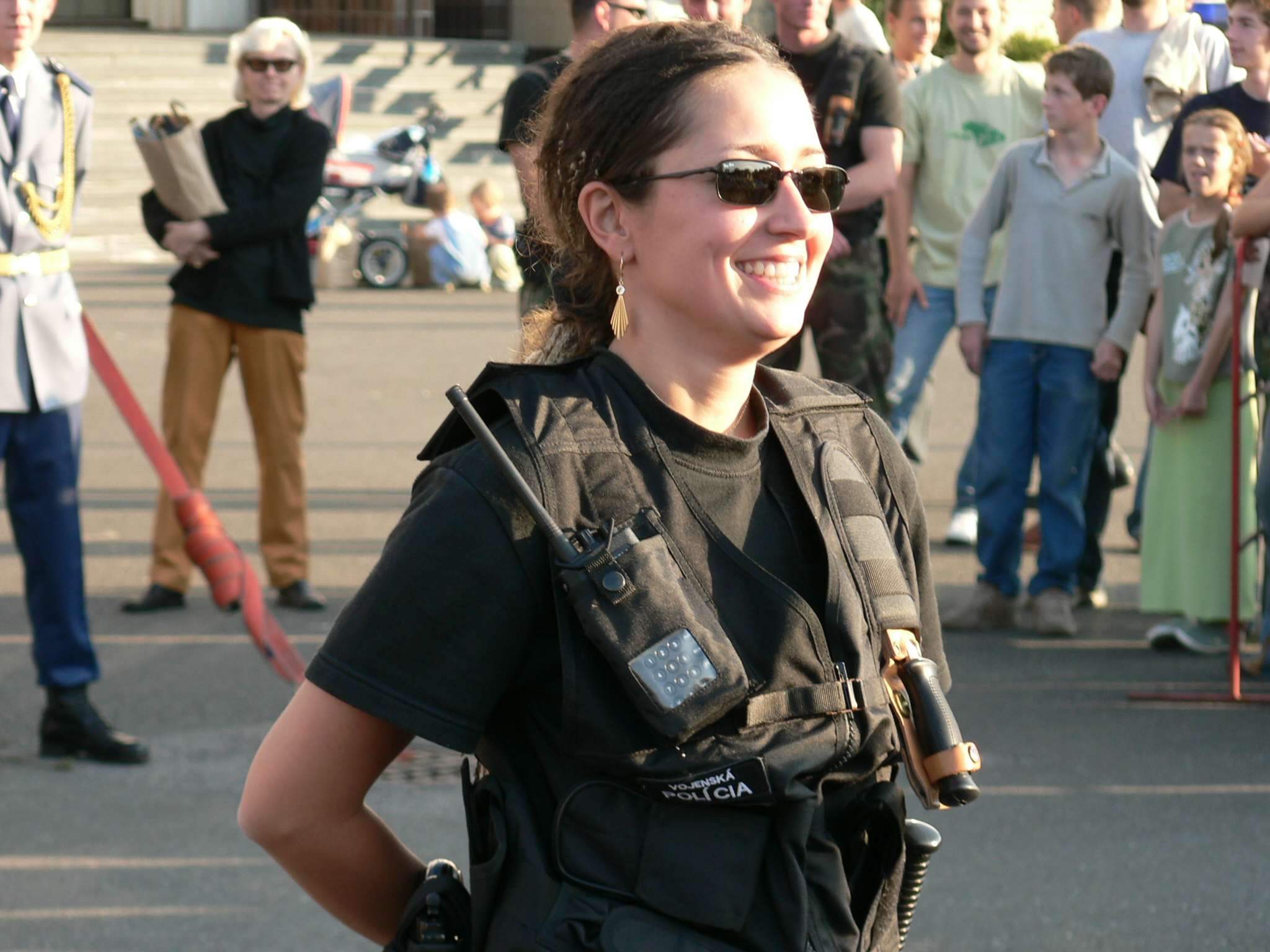
Vojenská policistka

Zásadní změny při výstavbě ozbrojených sil se udály 1. ledna 1998 zrušením výrazu „voják z povolání“ a nahrazením výrazem „profesionální voják“ zákonem č. 370/1997 Z.z. o vojenské službě. V době platnosti tohoto zákona vstoupilo Slovensko 29. března 2004 do NATO. Legislativní podmínky pro přechod na plně profesionální armádu vytvořil zákon č.346/2005 Z.z. o státní službě profesionálních vojáků ozbrojených sil SR. Základní vojenská služba na Slovensku zanikla 1. ledna 2006.

## Charakteristika
Ozbrojené síly Slovenské republiky mají vlastní policejní a soudní složky. V čase ohrožení republiky jiných státem či zahraniční organizací (terorismus), je jediná oprávněná zasáhnout po schválení vlády či prezidenta SR. Mají vlastní strukturu, řídí se pro ni zvlášť vytvořenými zákony. Hlavní řídící složkou OSSR je Generální štáb.
Mohou být nasazeny i při likvidací nebezpečných situací (povodně, zemětřesení, požáry…), či při záchraně nebo ochraně majetku a osob při těchto situacích.
Mezi zvláštní jednotky ozbrojených sil patří čestná stráž prezidenta Slovenské republiky.

### Řízení a velení
Ozbrojené síly řídí vláda a ministerstvo obrany a velí jim prezident Slovenské republiky, náčelník generálního štábu a ostatní ustanovení velitelé. Velení ozbrojených složek odborně, organizačně a technicky zabezpečuje generální štáb v čele s náčelníkem generálního štábu.
Vláda SR při řízení ozbrojených sil schvaluje základní koncepci pro jejich rozvoj, použití, rozhoduje o umístění, svazcích, útvarech, úřadech a zařízení, o počtech hlavních druhů vojenských zbraní, systémů a techniky a o použití vojáků.
Ministerstvo obrany při řízení ozbrojených sil zpracovává základní koncepční dokumenty, zpracovává plány jejich použití, navrhuje počty techniky a osob, zodpovídá za zásobování, přípravu a řízení mobilizace a vykonává vnitřní kontrolu v ozbrojených silách.
O vyslání OSSR mimo státní území rozhodují příslušné ústavní orgány. Souhlas s vysláním mimo území Slovenska se od profesionálního vojáka nevyžaduje. Ozbrojené síly jsou financovány ze státního rozpočtu. Majetek státu užívaný OSSR spravuje ministerstvo obrany. Stát před soudy ve věcech ozbrojených sil zastupuje ministerstvo obrany.

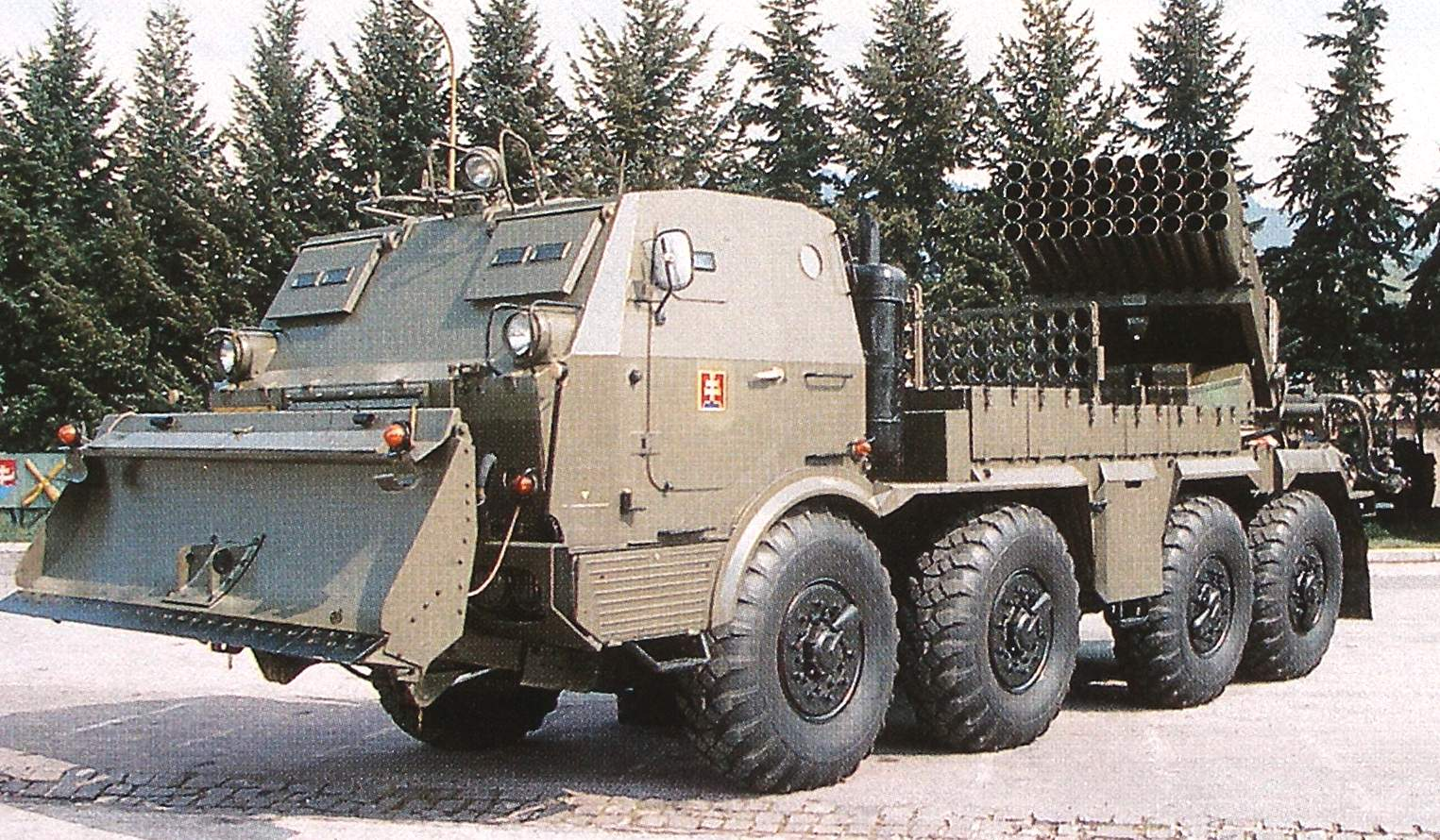
122 mm raketomet

| Standardní pěchotní zbraně SR                            |
| -------------------------------------------------------- |
| Útočná puška SA vz. 58                                   |
| Samopal vzor 61                                          |
| Univerzální kulomet vzor 59                              |
| Pistole vz. 82                                           |
| Odstřelovací puška SVD Dragunov                          |
| Samopal MP5                                              |
| Útočná puška G36                                         |
| Útočná puška HK416                                       |
| Útočná puška HK417                                       |
| Samopal UMP                                              |
| Lehký kulomet Minimi                                     |
| Odstřelovací puška Falcon                                |
| Pancéřovka Carl Gustav                                   |
| Grand Power K100                                         |
| Odstřelovací puška Accuracy International Arctic Warfare |
| Protitanková řízená střela 9K111 Fagot                   |
| 9K38 Igla                                                |

| druh                                      | počet                                    |
| obrněná technika                          | obrněná technika                         |
| ----------------------------------------- | ---------------------------------------- |
| Leopard 2 A4                              | 2(+13)                                   |
| Tank T-72M1                               | 30                                       |
| Bojové vozidlo pěchoty 1 (BVP-1)          | 308 (72 ve službě)                       |
| Bojové vozidlo pěchoty 2 (BVP-2)          | 91                                       |
| Bojové průzkumné vozidlo (BPzV)           | 71                                       |
| BVP-M                                     | 17 (modernizovaná vozidla BVP-1 a BPzV)  |
| BPsVI-ISTAR                               | 18 (modernizovaná vozidla BPzV Svatava)  |
| Obrněný transportér OT-90                 | 205 (56 ve službě)                       |
| Iveco LMV                                 | 10 (celkem objednáno 40)                 |
| Obrněný transportér Aligátor4x4           | 42                                       |
| Obrněný transportér TATRAPAN              | 70                                       |
| Patria AMV                                | 0(+76)                                   |
| CV90                                      | 0(+152)                                  |
| dělostřelecká technika                    |                                          |
| 152 mm samohybná kanónová houfnice – DANA | 135                                      |
| 122mm houfnice D-30                       | 74 (v rezervě)                           |
| 122mm raketomet RM vz. 70                 | 87 (26 modernizovaných na verzi MODULAR) |
| ShKH Zuzana 155 mm NATO                   | 16                                       |
| ShKH Zuzana 2 155 mm NATO                 | 25                                       |
| PLdvK vz. 53/59                           | 206                                      |
| 2S1 Gvozdika                              | 49 (v rezervě)                           |
| letecká technika                          |                                          |
| F-16 Block 70/72                          | 0(+14)                                   |
| Aero L-39 Albatros                        | 7                                        |
| Let L-410 Turbolet                        | 6                                        |
| Uh-60 Black Hawk                          | 9                                        |
| Mil Mi-17                                 | 10                                       |

## Vrcholní představitelé

### Prezident – hlavní velitel ozbrojených sil
- Michal Kováč – inaugurace 2. února 1993
- Rudolf Schuster – inaugurace 16. června 1999
- Ivan Gašparovič – inaugurace 15. června 2004
- Andrej Kiska – inaugurace 15. června 2014
- Zuzana Čaputová – inaugurace 15. července 2019
- Peter Pellegrini – inaugurace 15. června 2024

### Ministr obrany
Seznam ministrů obrany Slovenské republiky
- první ministr obrany Ing. Imrich Andrejčák – jmenován 16.3.1993
- současný ministr Robert Kaliňák - jmenován 25.10.2023

### Velitel Armády Slovenské republiky
- generálporučík Ing. Július Humaj – ustanoven 18.3.1993

### Náčelník generálneho štábu
- generálplukovník Ing, Jozef Tuchyňa – ustanoven 1.9.1994
- generálmajor Ing. Marián Mikluš – ustanoven 19.8.1998
- generál Ing. Milan Cerovský – ustanoven 4.12.1998
- generál Ing. Ľubomír Bulík, CSc. – ustanoven 21.12.2004
- generálmajor Ing. Peter Vojtek – jmenován 15. prosince 2011
- generál Ing. Milan Maxim – jmenován 6.5.2014
- generál Ing. Daniel Zmeko - jmenován 7.5.2018

## Jmenování do první generálské hodnosti v době aktivní služby
- Rok jmenování 1993

generálmajor Ing. Ján Ďurove
- Rok jmenování 1994

generálmajor Ing. Leopold Bilčík, generálmajor Ing. Emil Vestenický, generálmajor Ing. Rudolf Žídek
- Rok jmenování 1997

generálmajor Ing. František Blanárik,
generálmajor Ing. Milana Cerovský,
generálmajor Ing. Ján Čmilanský,
generálmajor Ing. Ľudovít Gál,
generálmajor Ing. Milan Podhoráni,
generálmajor Ing. Jozef Pivarči,
generálmajor Ing. Milan Stráňava,
generálmajor JUDr. Ján Vida
- Rok jmenování 1998

generálmajor Ing. František Butko,
generálmajor Ing. Gašpar Hozman,
generálmajor Ing. Marián Mikluš,
generálmajor Ing. Oto Nečas,
generálmajor JUDr. Ondrej Samaš,
generálmajor JUDr. Alojz Siro
- Rok jmenování 1999

generálmajor Ing. Jozef Blizman,
generálmajor Ing. Peter Bučko,
generálmajor MUDr. Igor Čombor,
generálmajor Ing. Jozef Kováčik,
generálmajor Ing. Jozef Zadžora
- Rok jmenování 2000

generálmajor Ing. Ľubomír Bulík, CSc.,
generálmajor Ing. Jozef Dunaj,
generálmajor Ing. Dušan Humený,
generálmajor Ing. Peter Novotňák
- Rok jmenování 2002

brigádny generál Ing. Ján Kačmár,
brigádny generál Ing. Milan Maxim,
brigádny generál Ing. Vladimír Púčik
- Rok jmenování 2003

brigádny generál Ing. Peter Gajdoš,
brigádny generál Ing. Ľubomír Háberl,
brigádny generál Ing. Miroslav Kováč,
brigádny generál Ing. Jozef Krakovský,
brigádny generál Ing. Jaroslav Kuča,
brigádny generál Ing. Mikuláš Regula,
brigádny generál Ing. Jaroslav Vývlek
- Rok jmenování 2004

brigádny generál doc. Ing. František Bartko, CSc.
- Rok jmenování 2005

brigádny generál Ing. Juraj Baránek,
brigádny generál Ing. Miroslav Kocián,
brigádny generál Ing. Vendelín Leitner,
brigádny generál Ing. Stanislav Petrenec
- Rok jmenování 2007

brigádny generál MUDr. Pavol Maslík, PhD.,
brigádny generál Ing. Štefan Mečár,
brigádny generál Ing. Jaroslav Muríň,
brigádny generál Ing. Ján Salaganič,
brigádny generál Ing. Peter Vojtek
- Rok jmenování 2008

brigádny generál Ing. Milan Čelko, MSc.,
brigádny generál Ing. Ondřej Novosad,
brigádny generál RSDr. Jozef Viktorín,
brigádny generál Ing. Marián Áč, PhD.,
brigádny generál Ing. Ivan Hirka,
brigádny generál doc. Ing. Miroslav Kelemen, PhD.,
brigádny generál Ing. Juraj Krištofovič,
brigádny generál Ing. Ľubomír Svoboda,

## Galerie

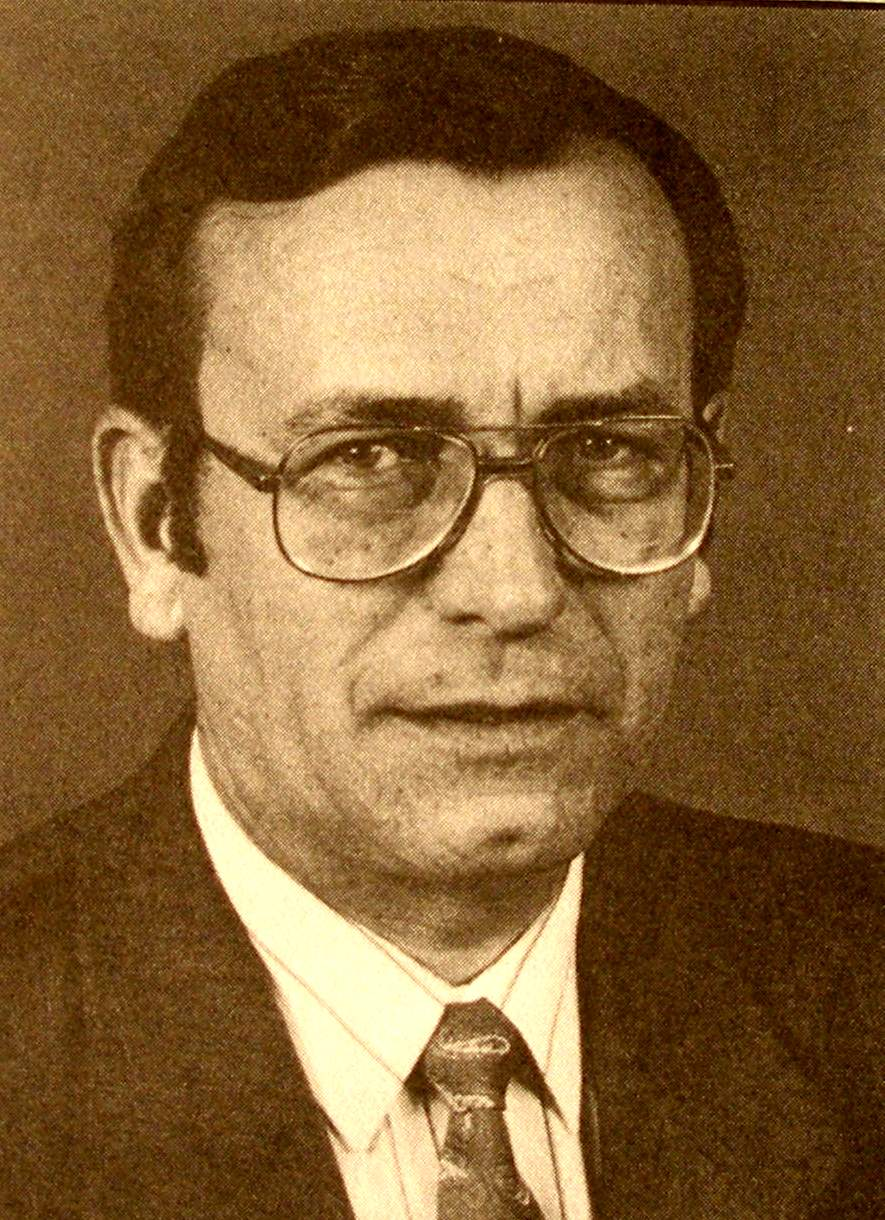
Generálplukovník Ing. Imrich Andrejčák
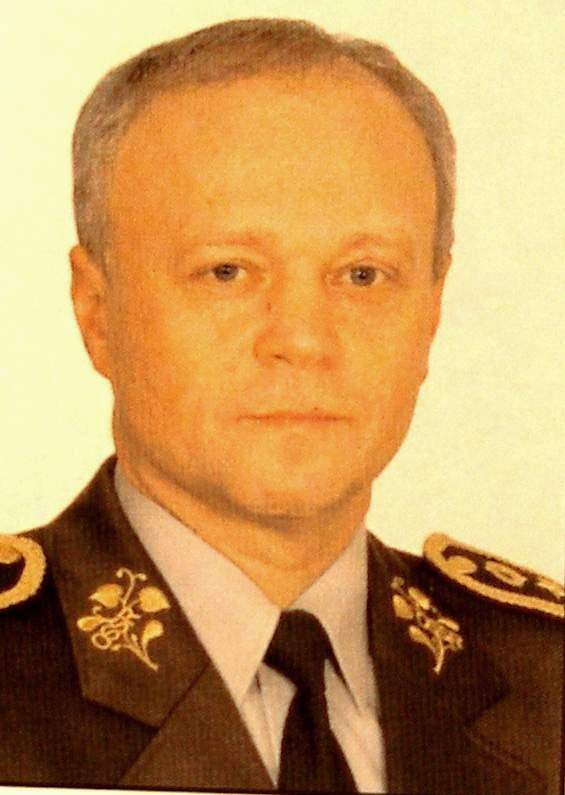
Generál Ing. Ľubomír Bulík, CSc.
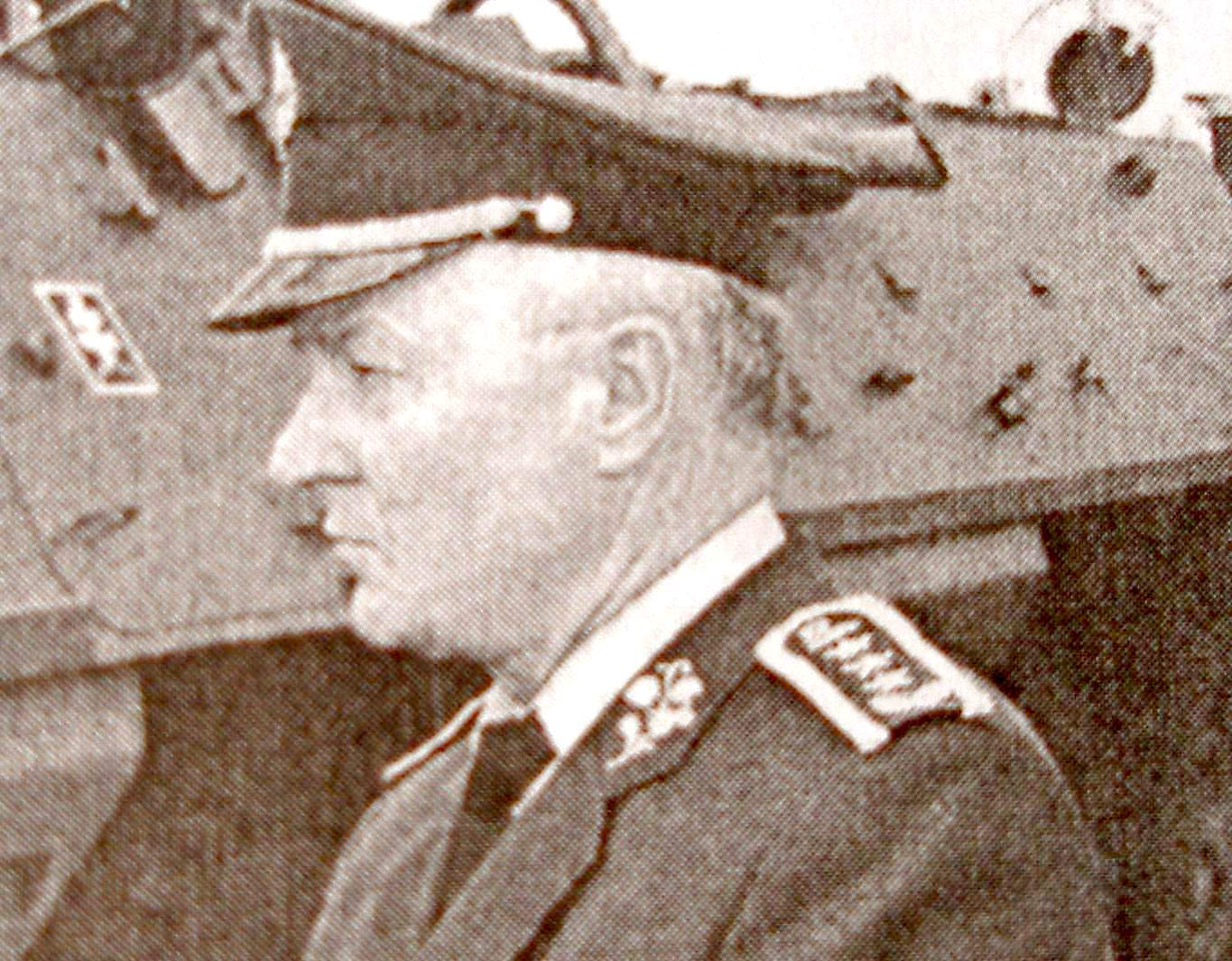
Generál Ing. Milan Cerovský
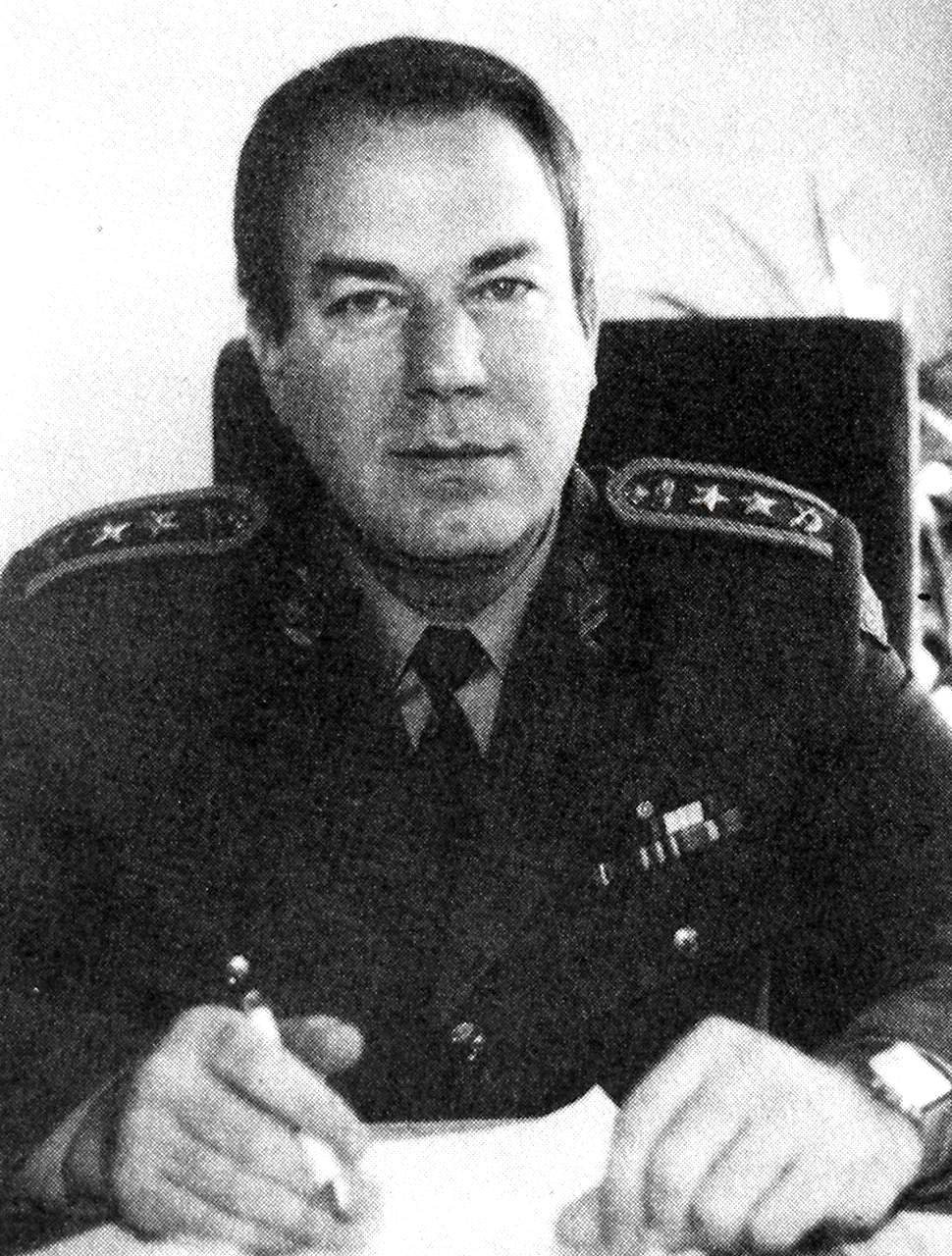
Generálporučík Ing. Juliús Humaj
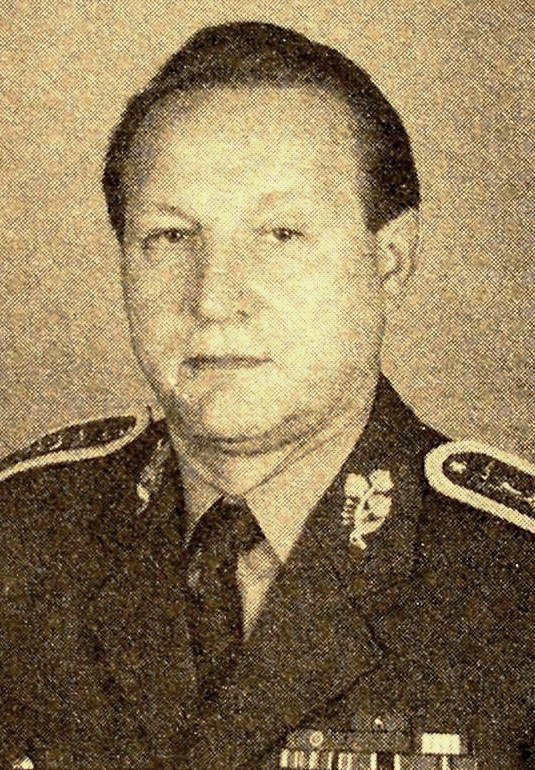
Generálplukovník Ing. Jozef Tuchyňa
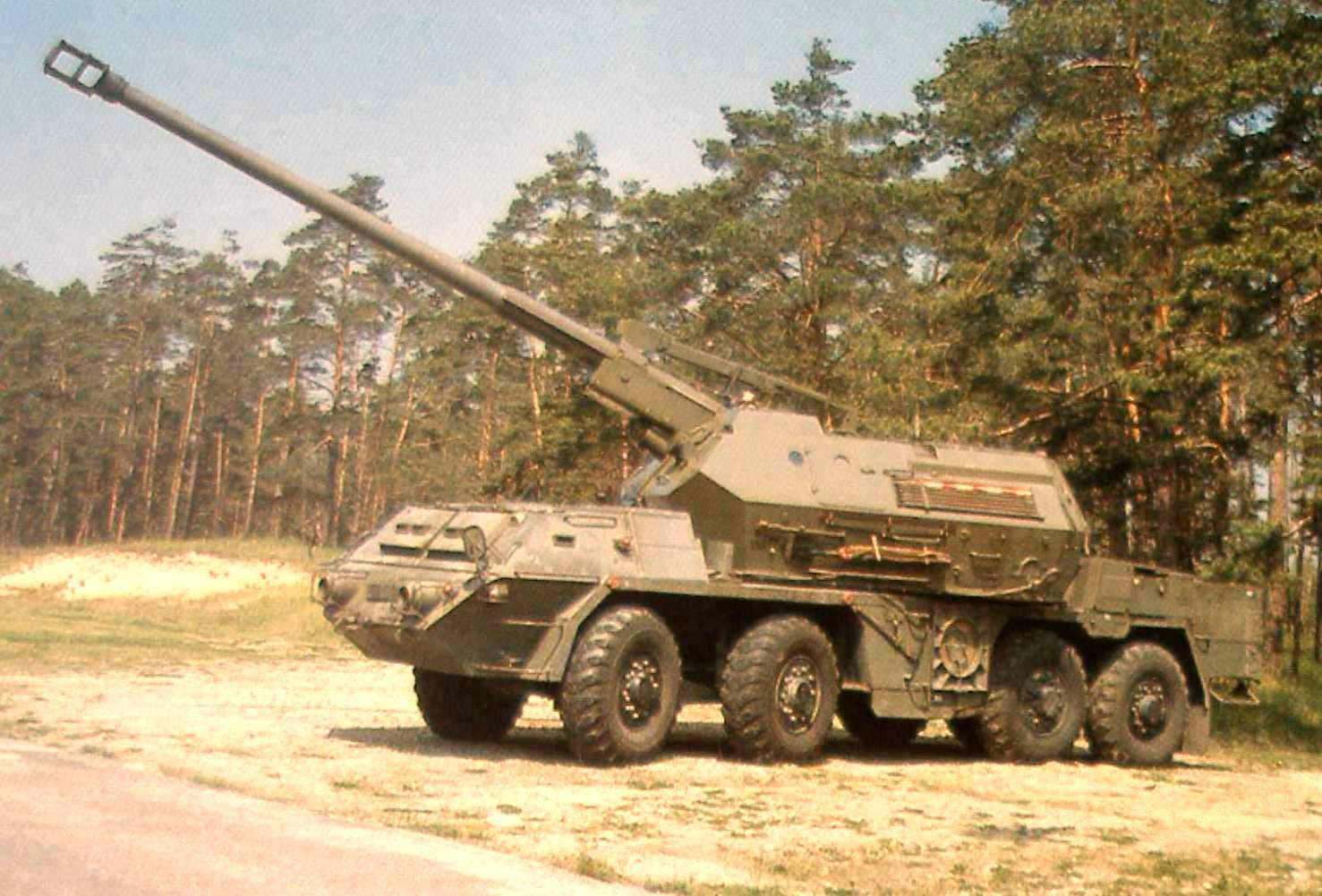
152 mm samohybná kanónová houfnice Ondava
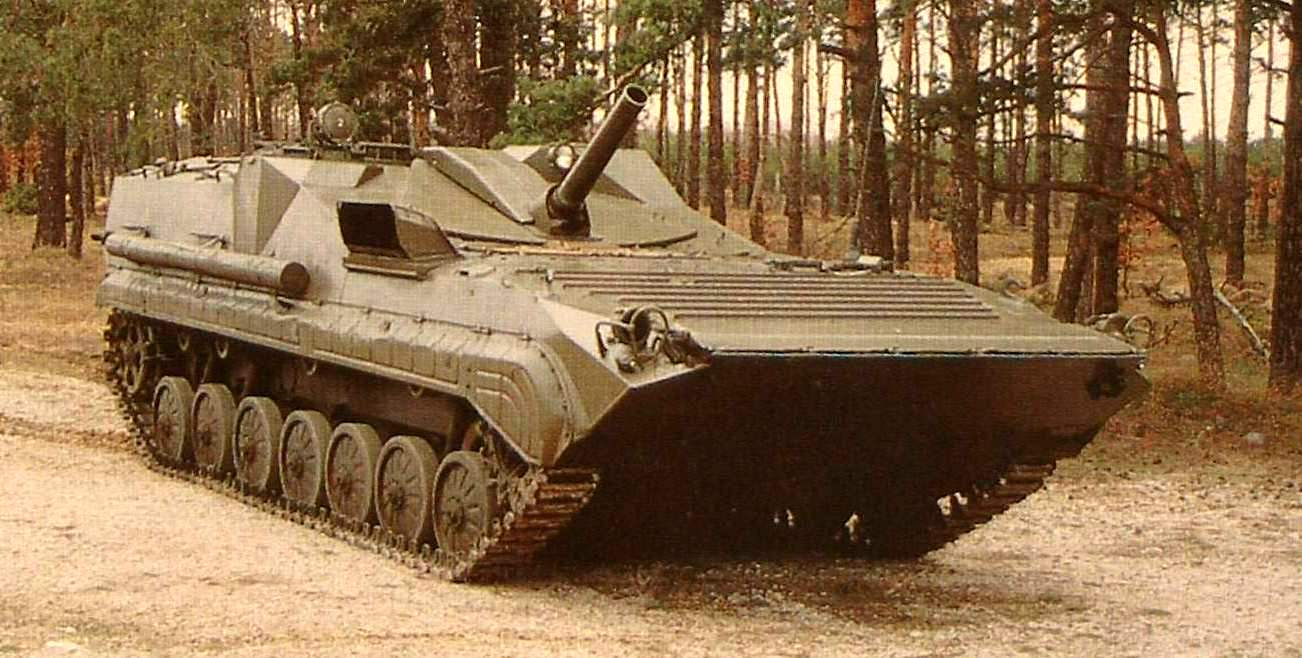
120 mm samohybný minomet PRAM/S
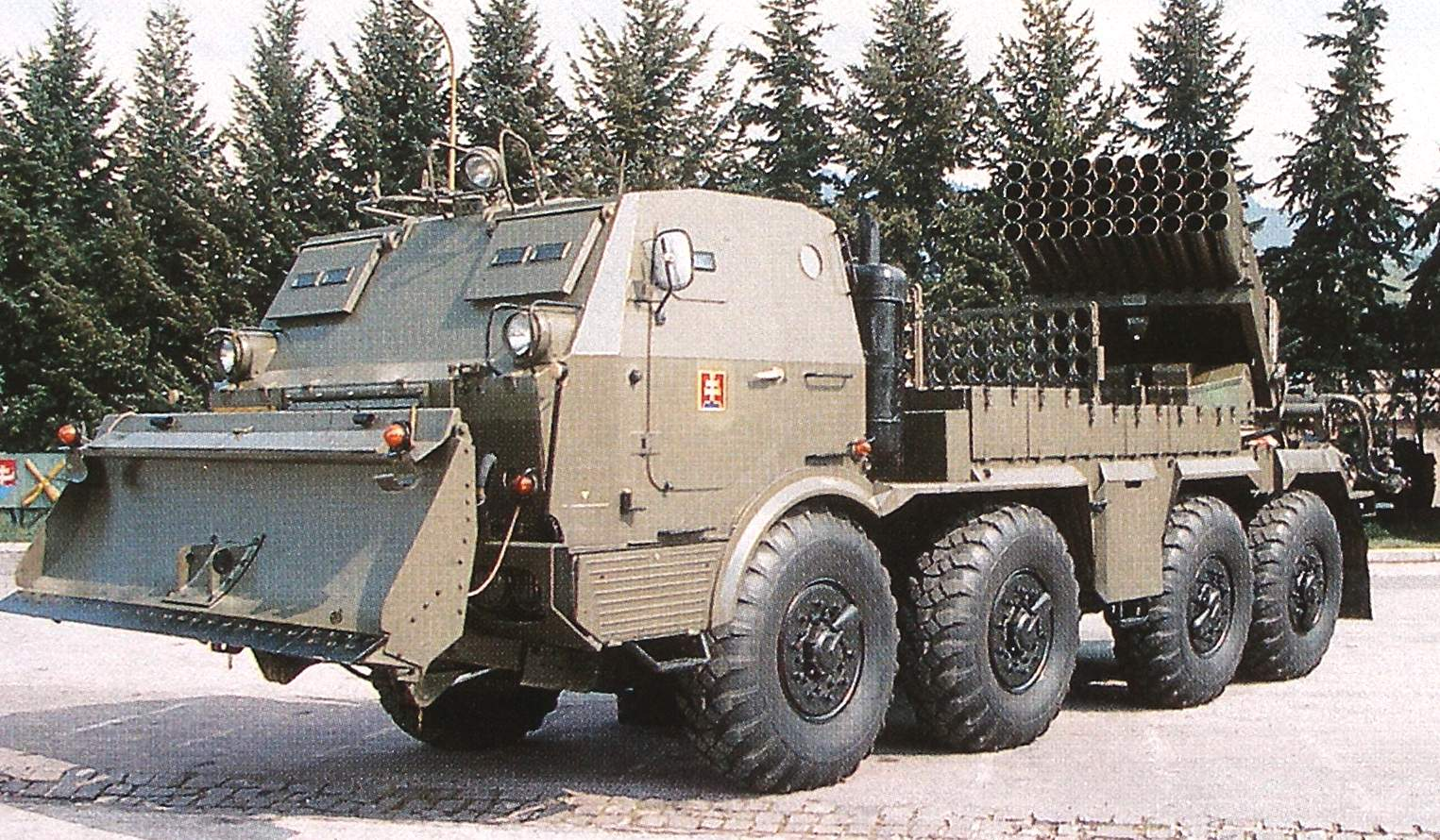
122 mm raketomet vz.70
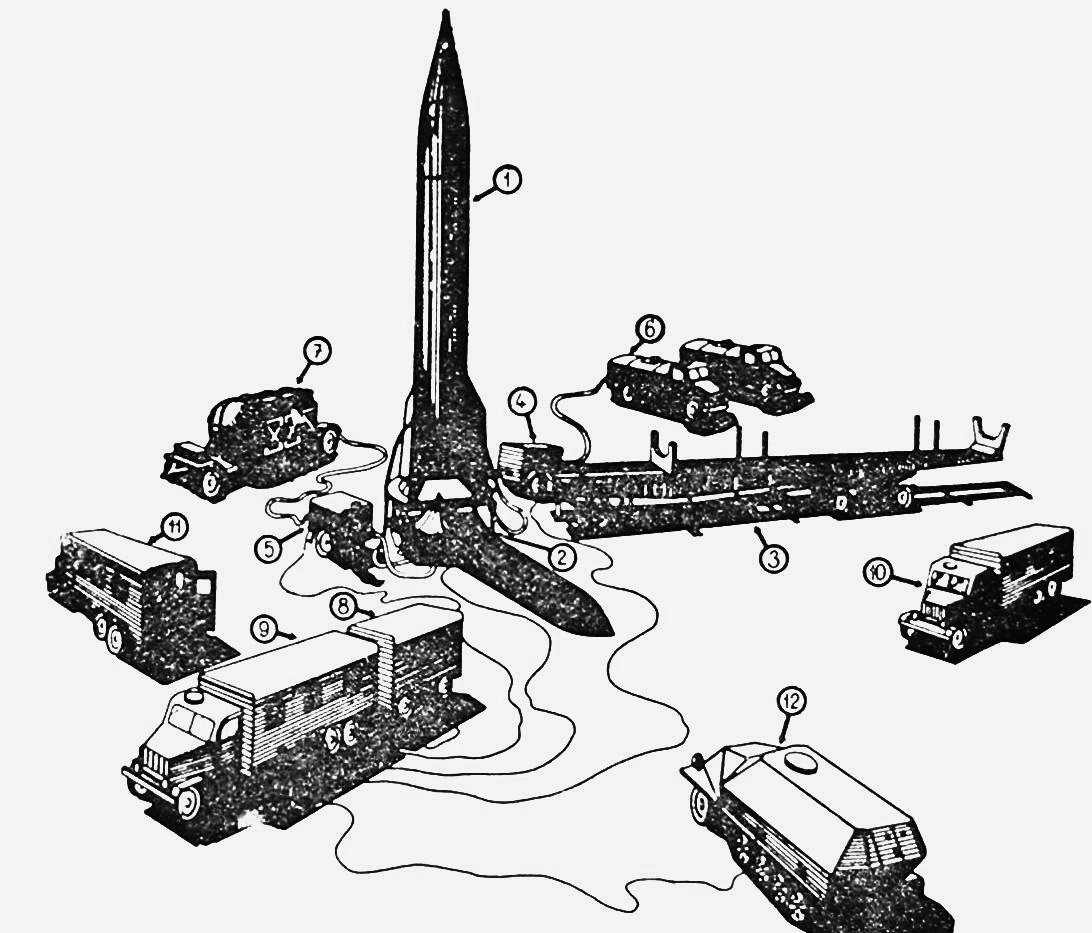
Palebné postavení rakety
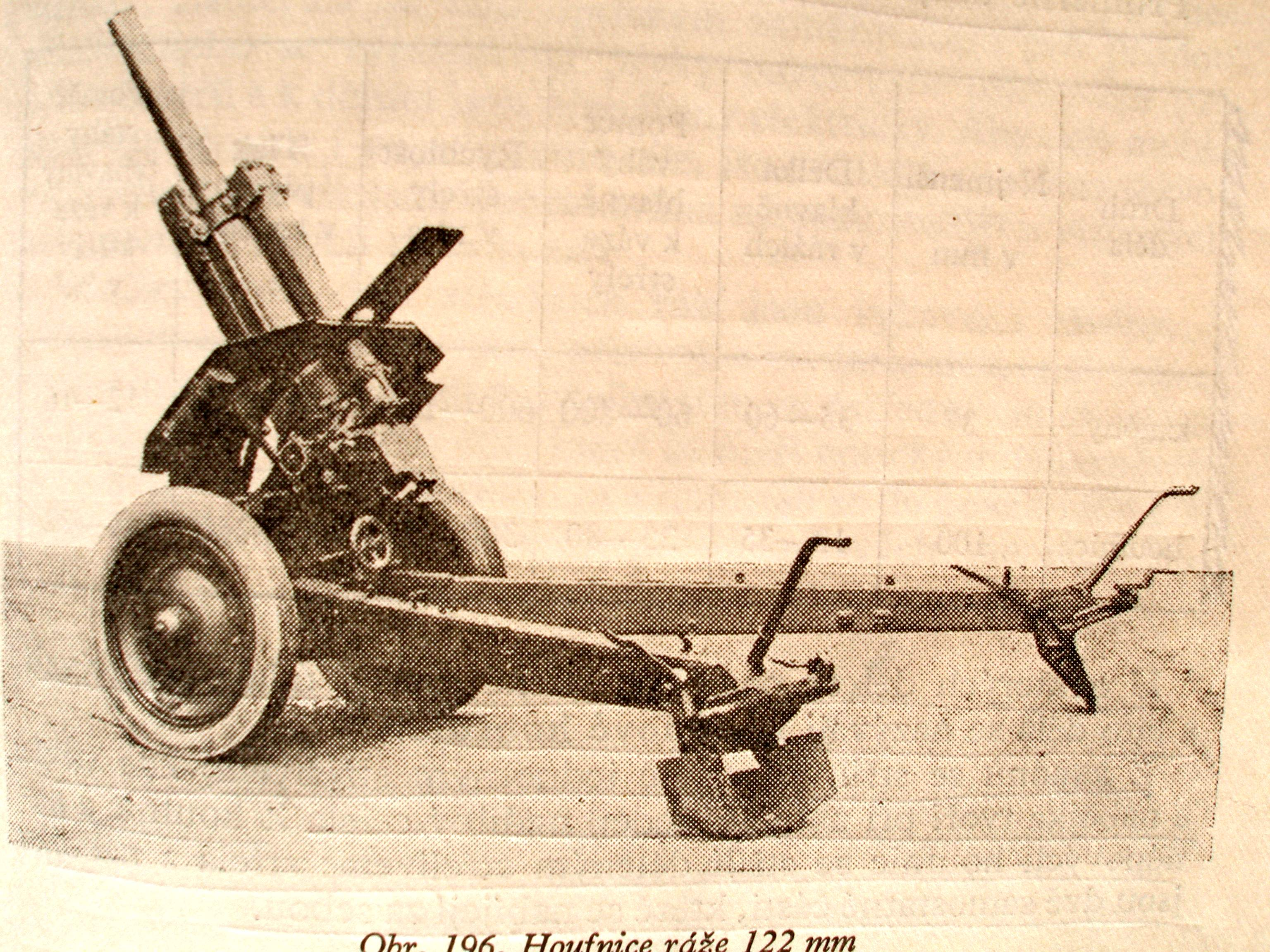
Houfnice 122 mm vz.38
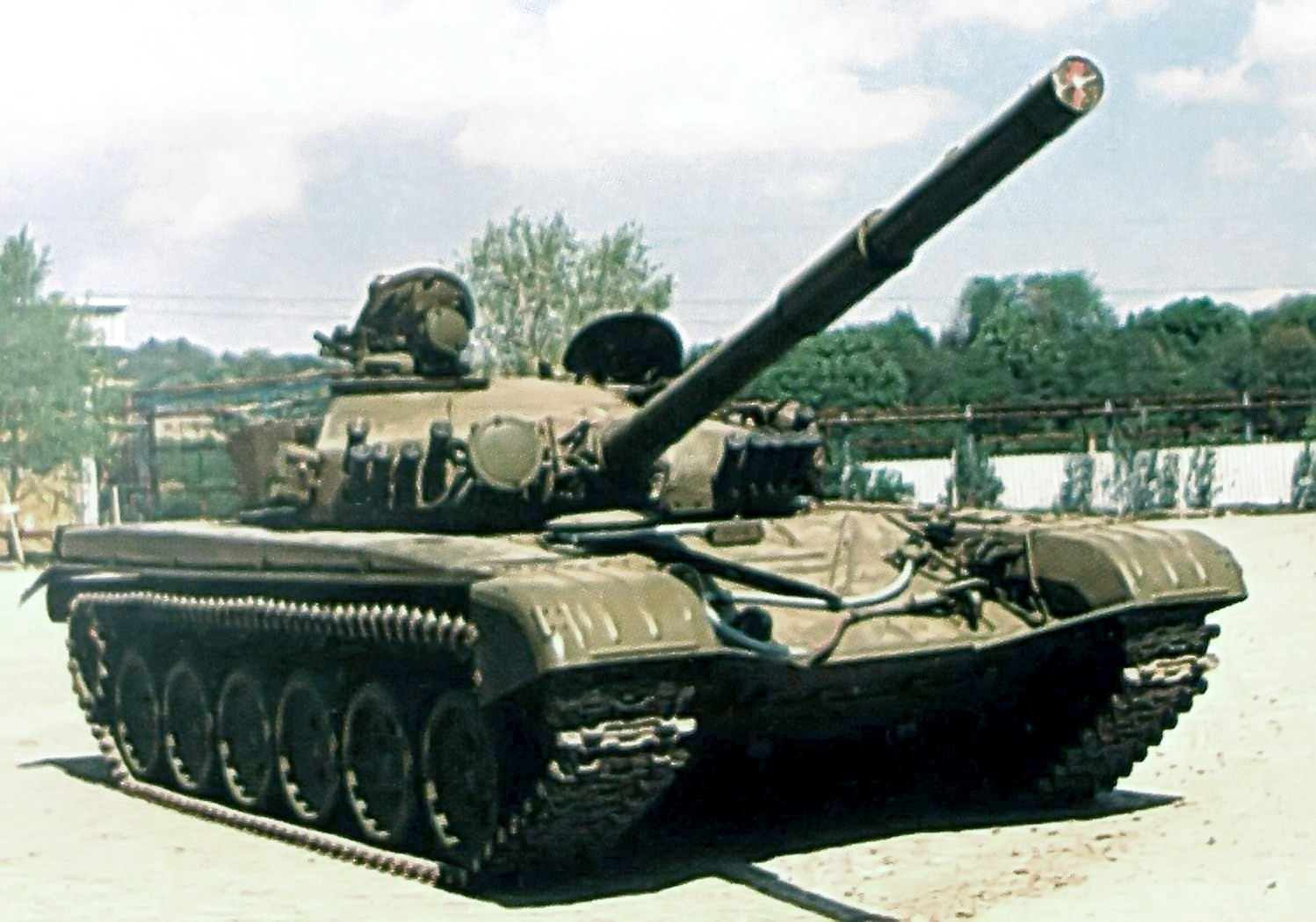
Střední tank T-72 M1
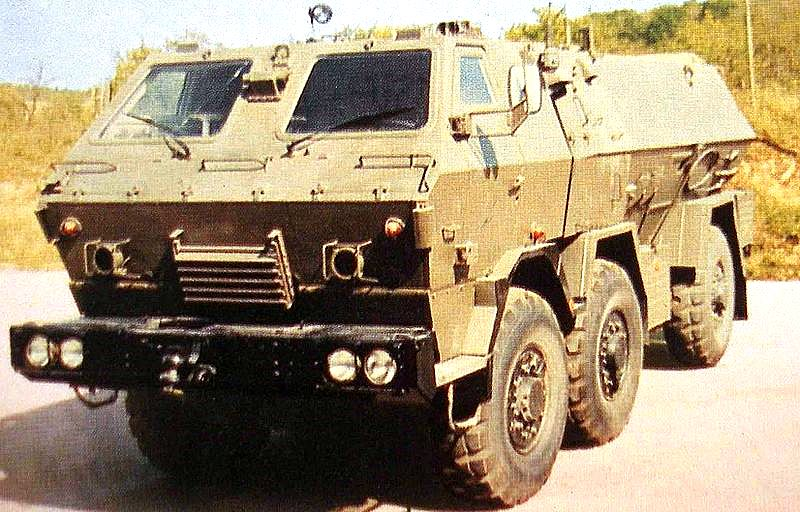
Pancéřovaný automobil TATRAPAN
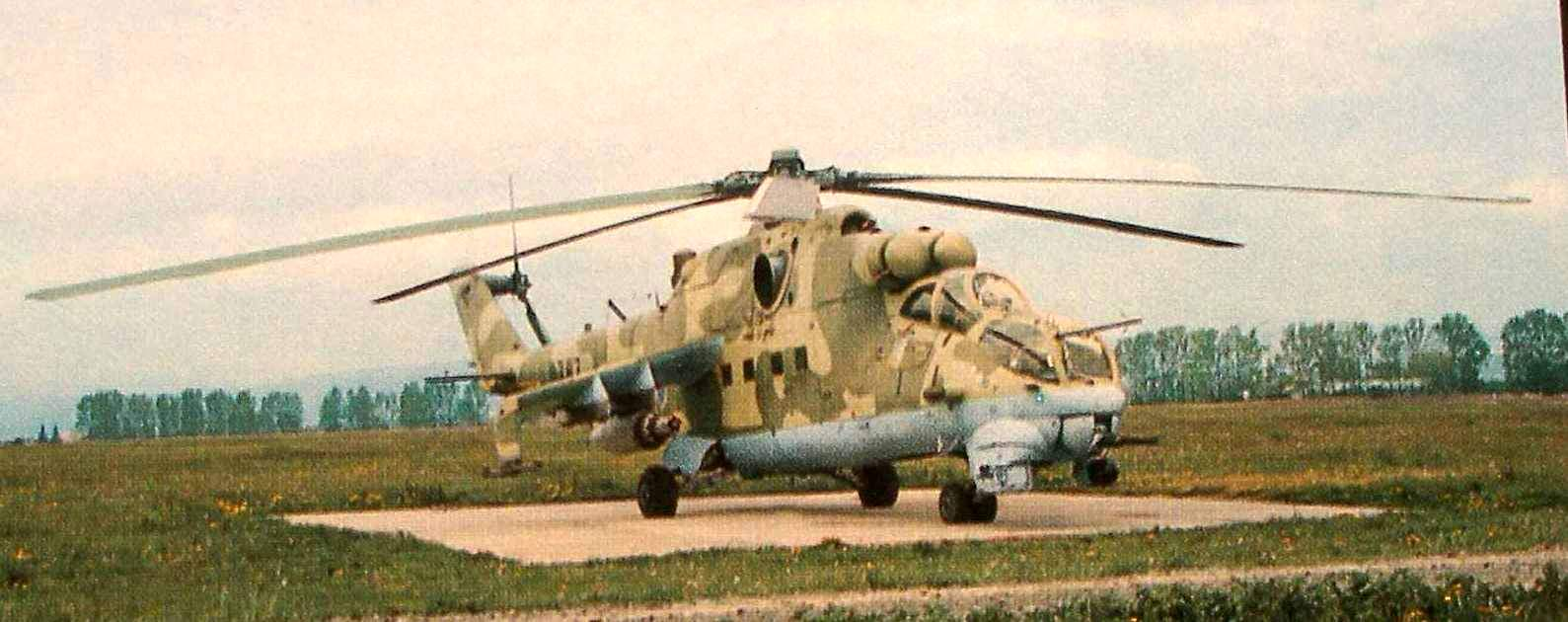
Vrtulník Mi-24V
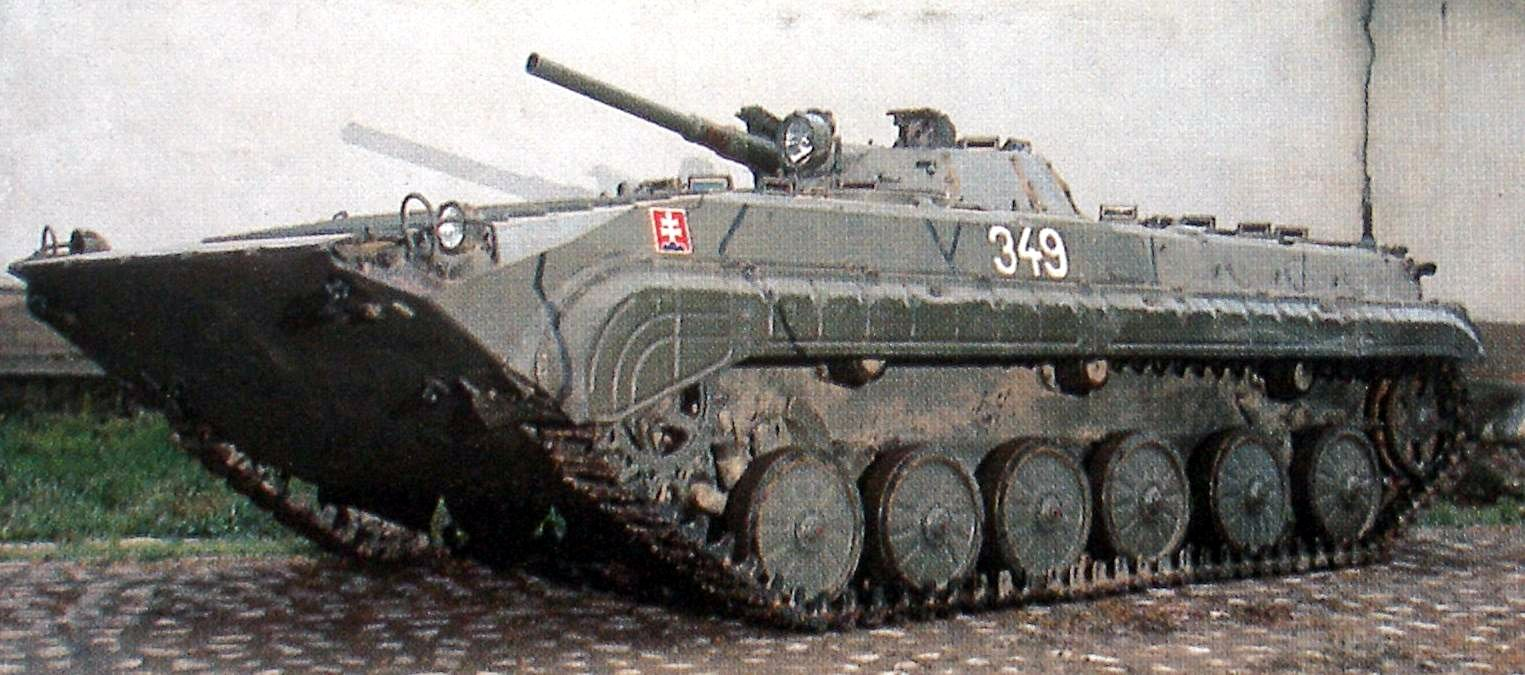
Bojové vozidlo BVP-1
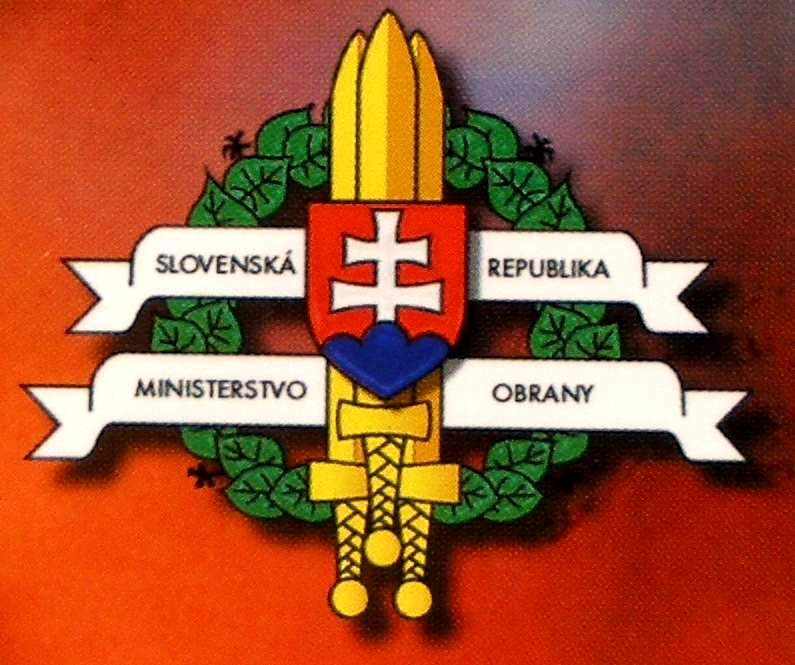
Znak MO SR
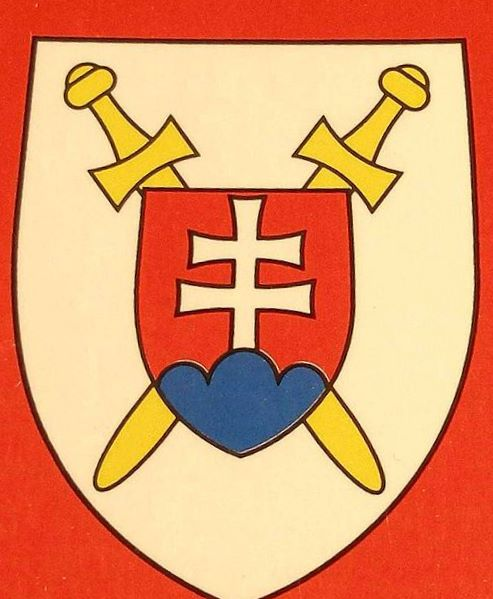
Znak Armády SR
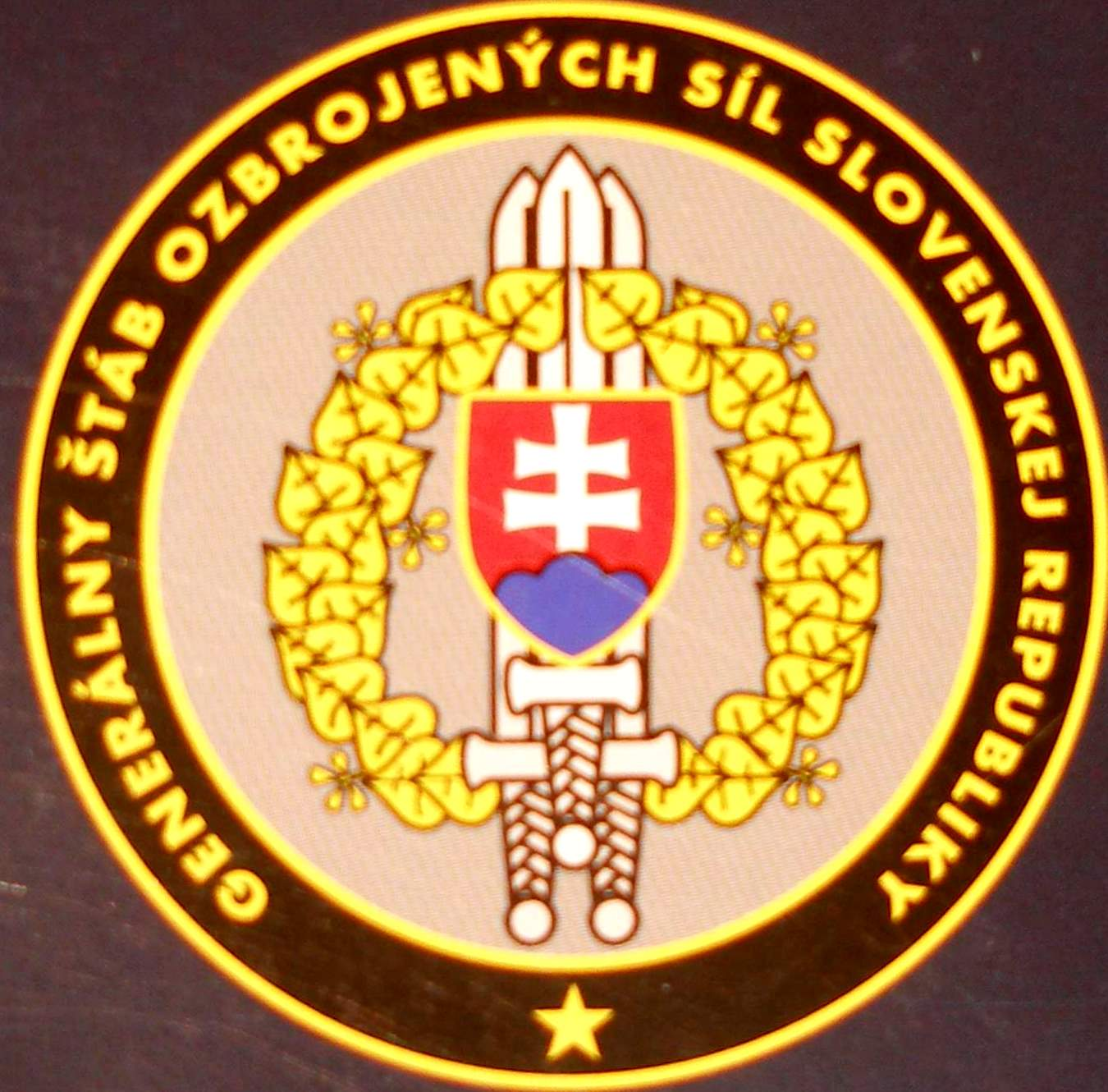
Znak generálního štábu